# 宮崎市立清武中学校
宮崎市立清武中学校（みやざきしりつ きよたけちゅうがっこう）は、宮崎県宮崎市清武町にある公立中学校。

## 概要
- 生徒数468名
- 学級数15個（通常学級13、特別支援学級2）
- 職員数32名

（2009年4月1日現在）

## 沿革
- 1947年4月30日 - 清武村立清武中学校として開校。
- 1950年5月3日　- 町制施行に伴い清武町立清武中学校に改称。
- 1959年3月14日 - 体育館完成。
- 1968年3月27日 - 鉄筋校舎完成。
- 1970年8月　　 - プール完成。
- 1990年3月　　 - 新体育館完成。
- 1999年4月1日　- 加納中学校が分離。
- 2010年3月23日 - 宮崎市への編入に伴い宮崎市立清武中学校に改称。

## 通学区域
- 宮崎市
  - 清武町今泉
  - 清武町木原
  - 清武町船引
  - 清武町正手1～3丁目
  - 清武町新町1・2丁目

## 制服
- 男子　
  - 冬服は標準的な学生服上下である。
  - 夏服はカッターシャツ、スラックスである。
- 女子　
  - 冬服はセーラー服上下である。
  - 夏服はカッターシャツ、吊りスカートである。

## 交通
- JR九州日豊本線清武駅より徒歩10分。

## 著名な関係者

### 卒業生
- 久保田かずのぶ（とろサーモン）
- 黒木啓司（EXILE）